# Oscar Goerke
Oscar Goerke (né le 10 janvier 1883 à Brooklyn, à New York aux États-Unis - mort le 12 décembre 1934 à Maplewood aux États-Unis est un coureur cycliste sur piste américain des années 1900.

## Palmarès
- 1904
  -  Médaillé d'argent en 2 mile aux Jeux olympiques de Saint-Louis